# Nautilus-X
Il Nautilus-X (Non-Atmospheric Universal Transport Intended for Lengthy United States Exploration) è il progetto di una possibile realizzazione di MMSEV (Multi-Mission Space Exploration Vehicle, ovvero: veicolo multi-missione per l'esplorazione spaziale) concepito dalla Technology Applications Assessment Team della NASA.
Il veicolo spaziale è stato progettato per missioni di lunga durata (da uno a ventiquattro mesi) per viaggiare fuori atmosfera con un equipaggio di sei persone. Per ridurre gli effetti della microgravità sulla salute umana, il veicolo sarà equipaggiato con una centrifuga.
Il veicolo proposto è relativamente economico per gli standard dei sistemi spaziali essendo stimato un costo di 3,7 miliardi di dollari (USD). Inoltre, la sua realizzazione dovrebbe richiedere solo 64 mesi di lavoro. Nel 2011 il progetto si è evoluto nel BA-330, un modulo espandibile basato sulla tecnologia TransHab della NASA, di cui lo sviluppo fu annullato ma poi ripreso dalla Bigelow Aerospace e modificata.

## Obiettivi
Il Nautilus-X dovrebbe servire sia come veicolo di trasferimento che come stazione di sosta per le missioni di lunga durata per la Luna o Marte. Per facilitare il viaggio dell'intera missione, la stazione sarebbe posta in uno dei Punti di Lagrange L1 o L2 della Luna o di Marte, in funzione della destinazione da raggiungere.
Servirebbe anche come rifugio di emergenza e ospedale per l'equipaggio della missione.
Altri obiettivi sono:
- Supporto per missioni di lunga durata per sei persone
- Fornitura di sostentamento e di energia per tutte le operazioni della missione (1–24 mesi)
- Capacità di viaggi spaziali
- Supporto per i veicoli pilotati per la discesa e il ritorno dal corpo celeste
- Supporto per carichi scientifici esterni
- Veicolo adatto solo allo spazio vuoto (nessuna capacita di ingresso in atmosfera)
- Progetto di un veicolo con equipaggio adatto a diverse missioni conforme ai requisiti NASA (NASA Authorization Act of 2010).

## Descrizione

### Progetto

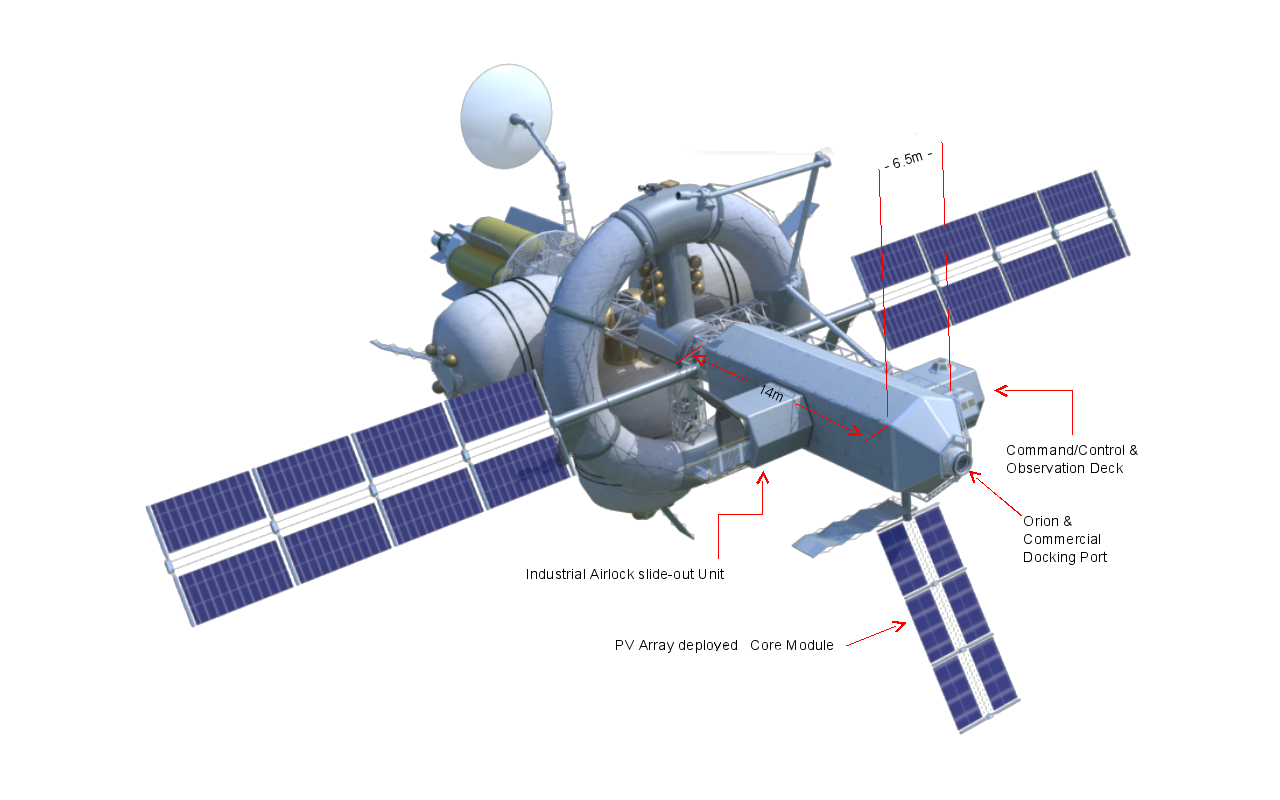
Nautilus-X moduli principali e dimensioni

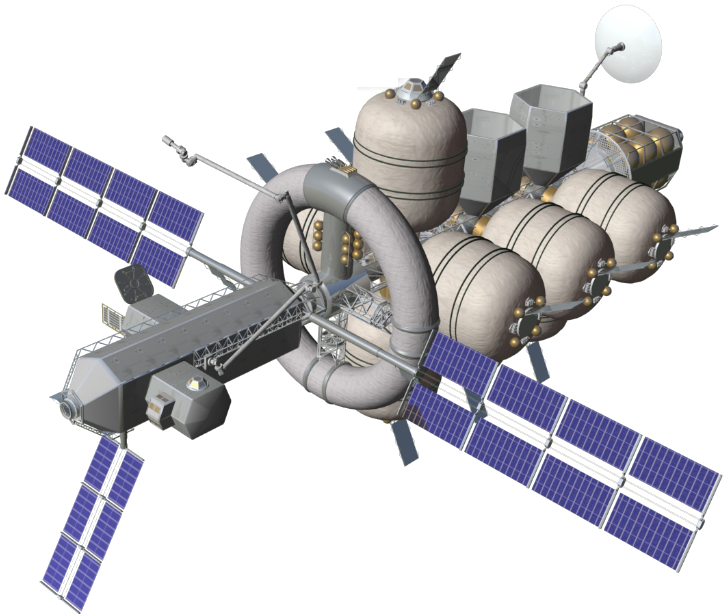
Nautilus-X versione estesa - vista frontale

Il veicolo sarà composto da un corridoio principale di 6,5 x 14 metri, una centrifuga rotante abitabile, moduli gonfiabili per la logistica e per l'equipaggio, pannelli solari, e una struttura riconfigurabile per l'apparato di propulsione.
Il veicolo ha un progetto modulare, capace di integrare diversi apparati di propulsione specifici per missione, bracci robotici di manipolazione, porte di attracco per capsule Orion o capsule commerciali con equipaggio, e diversi veicoli di atterraggio per il corpo celeste di arrivo. In teoria motori e serbatoi possono essere rimpiazzati per missioni diverse. Il veicolo avrebbe anche un airlock, un ponte di comando, di controllo e di osservazione.
Dalla parte opposta al portello di attracco si trova la centrifuga che è equipaggiata esternamente con un anello-volano dinamico.  Oltre la centrifuga ci sono i serbatoi di acqua e idrogeno, le unità di stiva, che servono anche come schermo per mitigare le radiazioni nella zona della centrifuga, creando una zona sicura per l'equipaggio in caso di radiazioni. All'estremità posteriore del veicolo si trovano i sistemi di comunicazione e di propulsione.

La versione standard del Nautilus-X ha solo tre moduli gonfiabili. La versione estesa del Nautilus-X (Extended Duration Explorer) ha molti più moduli, più il reparto per l'aggancio di moduli scientifici esterni, e per i veicoli di discesa. 

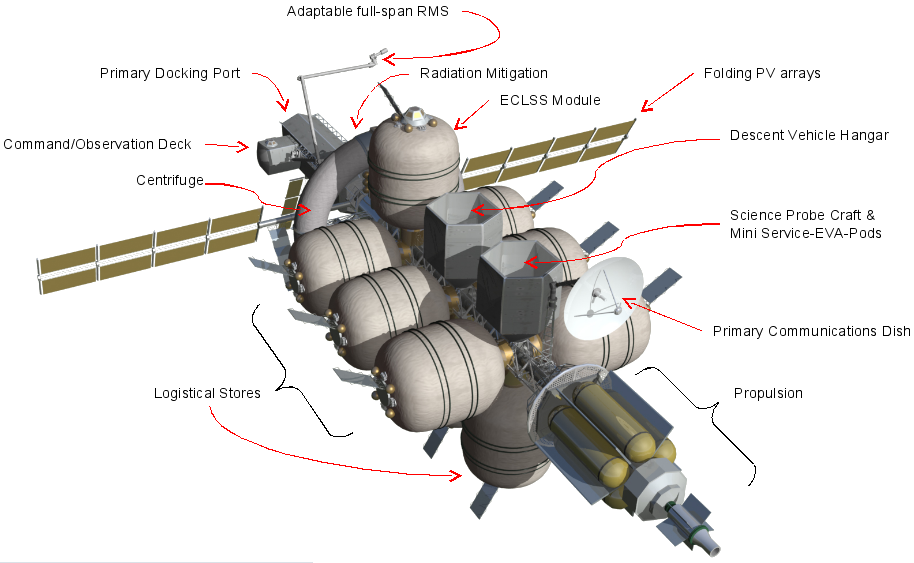
Nautilus-X versione estesa

### Tecnologie

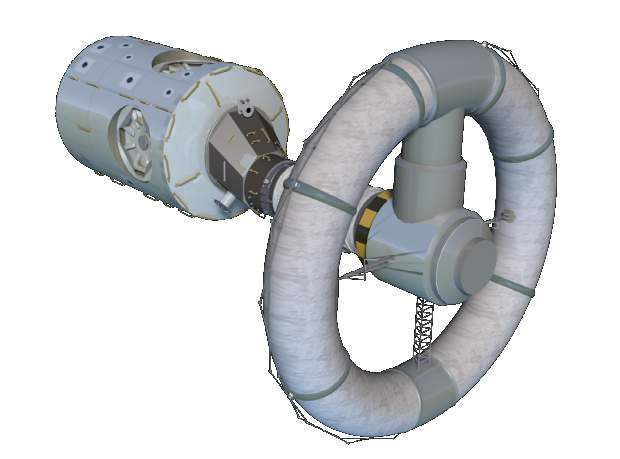
Nautilus-X dimostratore della centrifuga per la ISS

Per dispiegare facilmente questo grosso veicolo spaziale, sarà formato da diversi moduli rigidi e gonfiabili e delle schiere di pannelli solari. I moduli gonfiabili sono basati sulla tecnologia usata da Bigelow Aerospace, che ha proseguito lo sviluppo dei moduli gonfiabili originariamente progettati e sviluppati dalla NASA.
Altre innovazioni includono attrezzature per coltivazioni idroponiche e hangar per i veicoli di discesa.

## Stato attuale

### Dimostratore di centrifuga per la ISS

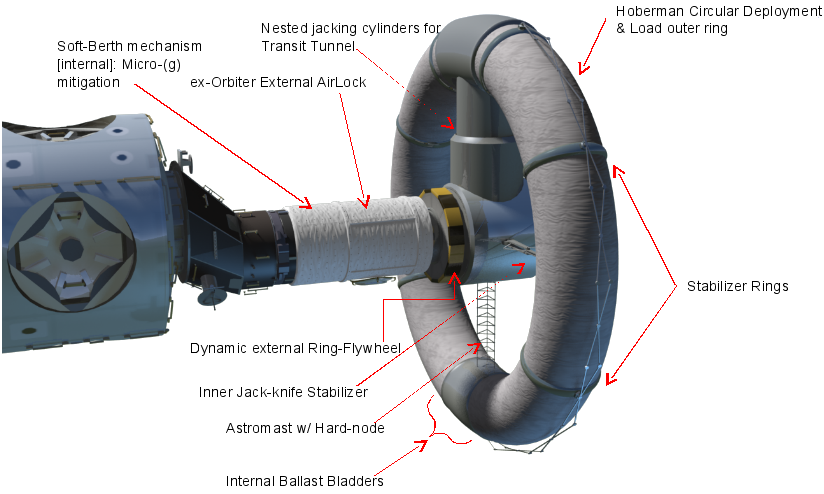
Componenti del dimostratore della centrifuga per la ISS

Un dimostratore di centrifuga potrebbe essere provato sulla Stazione spaziale internazionale per verificare e caratterizzare le influenze e gli effetti della centrifuga sul corpo umano e le risposte meccaniche e dinamiche sulle strutture.
Questo dimostratore utilizzerà anche una Sfera di Hobermann gonfiabile.
Se realizzata questa centrifuga sarebbe la prima situazione nello spazio dove verificare gli effetti della gravità artificiale con g-parziali.
Il dimostratore potrebbe essere inviato con un singolo lancio di un razzo Delta IV o Atlas V.
Il costo totale del dimostratore per la ISS sarebbe tra gli 83 e i 143 milioni di dollari (USD), e potrebbe essere operativo in soli 39 mesi di lavoro.
Il dimostratore allo studio viene proposto in due diversi diametri 30 ft (9,1 m) e 40 ft (12 m). La tabella seguente mostra la gravità (g-parziali) creata dalla centrifuga, al variare della velocità di rotazione (in RPM = Rotazioni per Minuto).
| RPM | 30 ft (9,1 m) | 40 ft (12 m) |
| --- | ------------- | ------------ |
| 4   | 0.08          | 0.11         |
| 5   | 0.13          | 0.17         |
| 6   | 0.18          | 0.25         |
| 7   | 0.25          | 0.33         |
| 8   | 0.33          | 0.44         |
| 9   | 0.41          | 0.55         |
| 10  | 0.51          | 0.69         |

Un motore di avvio (simile allo Hughes 376 stabilizzatore di spin usato su ComSat) potrebbe essere usato per mettere e mantenere la centrifuga in rotazione.
Il dimostratore potrebbe essere progettato per diventare la zona notte per l'equipaggio della ISS.
Il progetto della centrifuga è stato poi annullato per mancanza di fondi.